# Новіков В'ячеслав Володимирович
В'ячеслав Володимирович Новіков (рос. Вячеслав Владимирович Новиков; нар. 10 липня 1952 — пом. 6 вересня 2005) — радянський та російський футболіст, нападник. Зіграв 24 матчі та відзначився 3-а голами у вищій лізі СРСР.

## Життєпис
Вихованець брянського футболу. Розпочинав займатися футболом у секції СК «Десна» у тренера Юрія Петровича Іванова, потім займався в брянському «Металурзі», також захоплювався хокеєм. На дорослому рівні розпочав виступати за «Десну» в змаганнях колективів фізкультури.
У змаганнях команд майстрів дебютував 1974 року в калузькому «Локомотиві». Наступного сезону перебрався в Брянськ, де в 37 матчах чемпіонату відзначився 14 разів. У 1977 році дебютував у вищій лізі в складі «Кайрата», дебютний матч зіграв 2 квітня 1977 року проти ЦСКА (2:1) і на 86-й хвилині відзначився в ньому вирішальним голом. Виступав також за «Ельбрус» з Нальчика та воронезький «Факел», в його складі відзначився хет-триком у воротах брянського «Динамо». Запрошувався в московське «Торпедо», але не закріпився в складі.
У 1979 році повернувся в Брянськ, за всю кар'єру в складі «Динамо» відзначився 109 голами. Найкращий бомбардиром команди за один сезон — у 1983 році забив 25 м'ячів, а за загальною кількістю забитих м'ячів поступається тільки Володимиру Фроленкова. Став автором 700-о гола в історії команди — в 1979 році в ворота тульського «Машинобудівника».
Також наприкінці своєї кар'єри грав за команди Казахської РСР, забив понад 80 м'ячів у казахській зоні другої ліги. Завершив кар'єру в брянському «Спартаку». Всього за кар'єру в офіційних матчах відзначився 240 голами.
У 1997-98 роках працював начальником ФК «Динамо» (Брянськ). Помер 6 вересня 2005 року.